# Благодатное (Волынская область)
Благодатное (укр. Благодатне; до 2016 года — Жовтне́вое, укр. Жовтневе) — посёлок в Нововолынской городской общине Владимирского района Волынской области Украины.

## Географическое положение
Расположен в 12 км к юго-востоку от Нововолынска. Рядом расположены сёла Грибовица, Литовеж, Беличи, Заболотцы.

## История
В 1953 году был спроектирован посёлок Октябрьский, который вошёл в состав Нововолынского горсовета в конце 70-х был переименован в Жовтневое. Построен на территории шахты № 6, которая был сдана в эксплуатацию в декабре 1956 года, и шахты № 7, сданной в ноябре 1957 года.
Основой экономики посёлка являлась добыча угля.

## Население
В январе 1989 года численность населения составляла 5385 человек.
На 1 января 2013 года численность населения составляла 4748 человек.

### Языковой состав
Родной язык населения по данным переписи 2001 года:
| Язык       | Численность, чел. | Доля     |
| ---------- | ----------------- | -------- |
| Украинский | 4 515             | 93,00 %  |
| Русский    | 323               | 6,65 %   |
| Другие     | 17                | 0,35 %   |
| Итого      | 4 855             | 100,00 % |

## Экономика
В посёлке расположено ООО «Гофротара».

## Транспорт
Находится в 9 км от железнодорожной станции Иваничи на линии Ковель—Львов Львовской железной дороги.